# Tervakoski pappersbruk

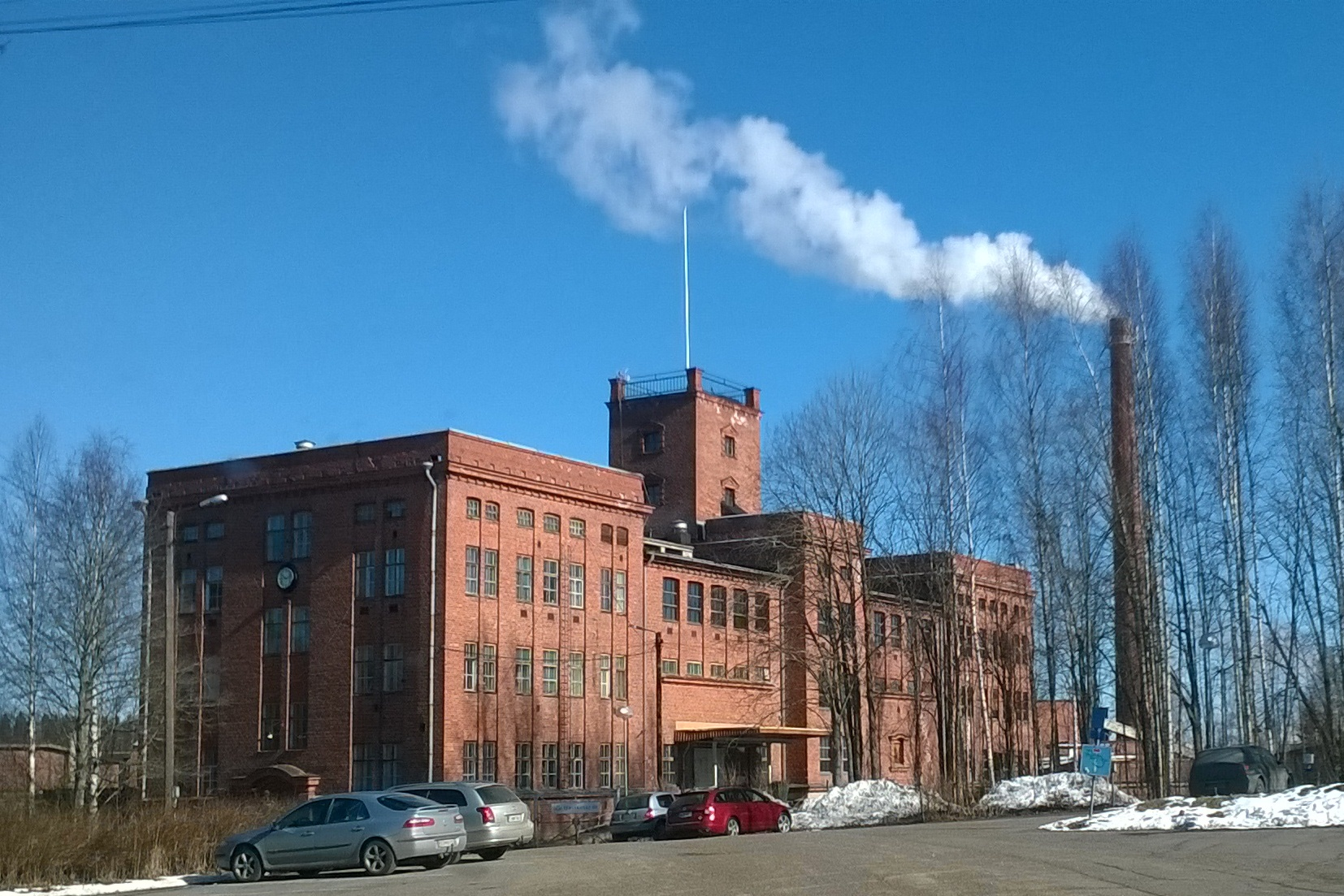
Tervakoski pappersbruk.

Tervakoski pappersbruk (finska: Tervakosken paperitehdas) är ett pappersbruk i Tervakoski i Finland som ägs av österrikiska Delfort. Det tillverkar främst tunna specialpapper och är Finlands äldsta fungerande pappersbruk.

## Historia

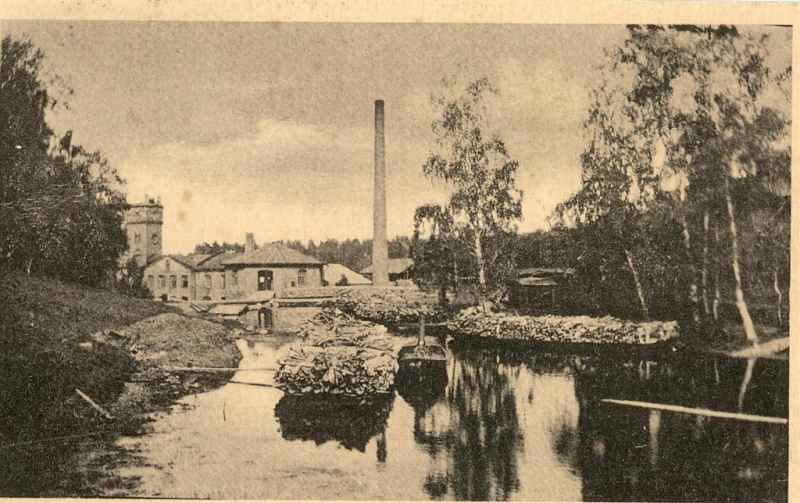
Tervakoski pappersbruk år 1900.

Pappersbruket grundades år 1818 då Gustaf Georg Nordenswan fick tillstand att tillverka papper genom ett  kejserligt privilegium. De första åren tillverkades papper för hand av lump. År 1850 beställde man sin första pappersmaskin från 
Bryan Donkin & Co. i Storbritannien, men den levererades aldrig eftersom fartyget som transporterade maskinen sjönk  utanför Skånes kust.
År 1853 fick Tervakoski pappersbruk sin första, och Finlands andra pappersmaskin. År 1863 omvandlades bruket till ett aktiebolag och år 1921 övertog Finlands Bank aktiemajoriteten i bolaget. År 1986  sålde banken bruket till Enso Gutzeit som i sin tur sålde det till föregångaren till Delfort.
Tervakoski pappersbruk har alltid tillverkat specialpapper. År 1866 började man att tillverka cigarettpapper och från år 1877 till slutet av 1990-talet tillverkade man sedelpapper. År 1899 började man att tillverka arkivpapper. Produktionen av cigarettpapper lades ned år 2010.
Bruket har genom tiderna haft 14 pappersmaskiner, varav fyra fortfarande är i gång, däribland PM3 från 1905 som är Finlands äldsta pappersmaskin. 

## Produktion

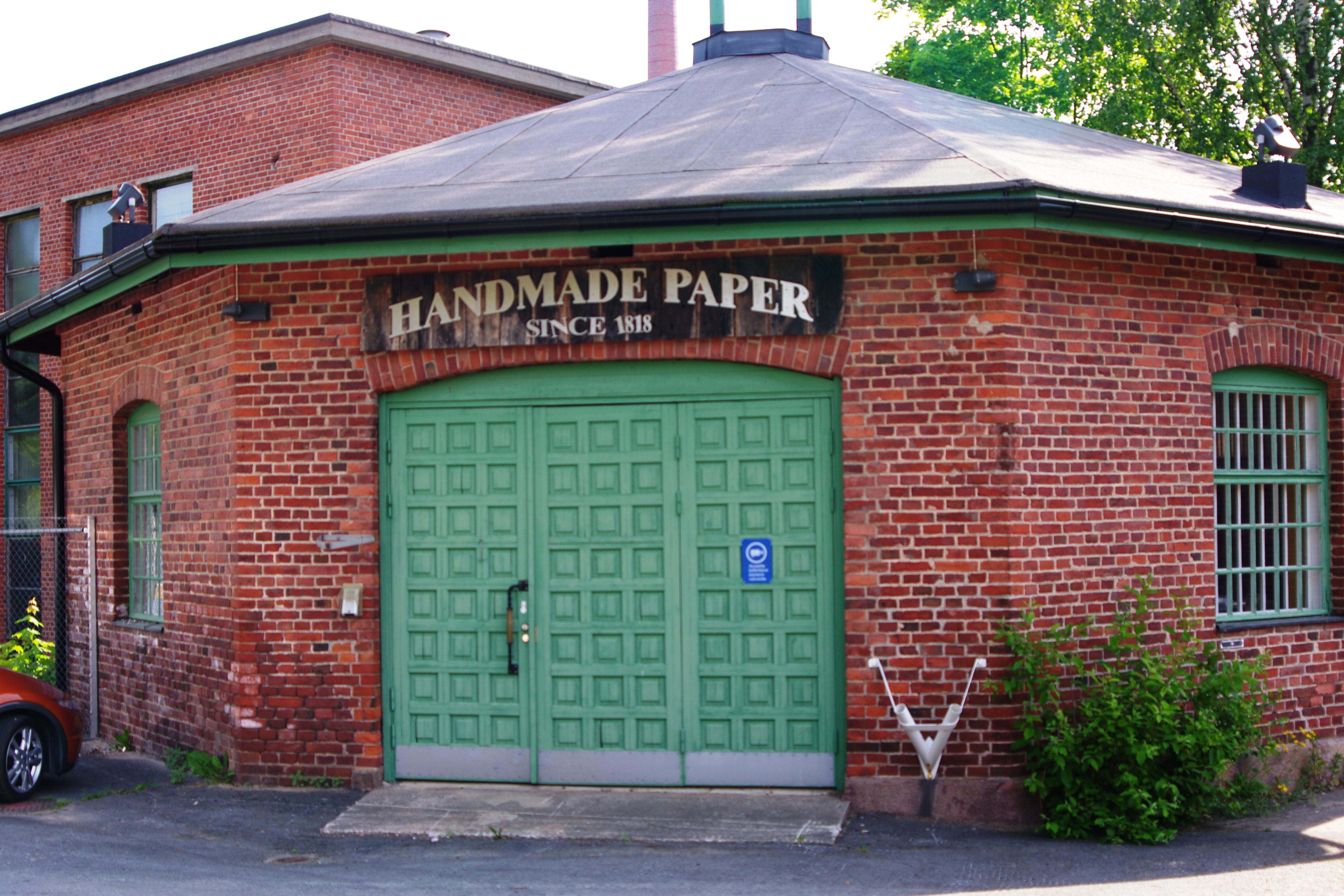
Handpappersbruket.

Tervakoski pappersbruk tillverkar olika tunna paperskvaliteter såsom tryckpapper, elektrotekniskt papper och så kallat release paper till baksidan av självklistrande etiketter. 
En av brukets specialiteter är maskintillverkat papper med vattenmärken.
Bruket tillverkar också handgjort papper med specialtillverkade vattenmärken.